# Famille Percy de Northumberland
Pour les articles homonymes, voir Famille de Percy.
La famille Percy est une branche de la Maison de Brabant, fondée en 1154 par l'union d'Agnès de Percy, dernier membre de la famille de Percy et de Joscelin de Louvain, membre de la Maison de Brabant.
Elle détiendra la baronnie de Topcliffe, puis le comté de Northumberland.
Elle s'est éteinte en 1722, à la mort d'Elizabeth Seymour (1667-1722) (en). Son nom a été relevé par l'époux de celle-ci, Hugh Smithson. Les descendants de celui-ci subsistent aujourd'hui.

## Filiation simplifiée
- Joscelin de Louvain
  - Henry Percy
    - William Percy
      - Henry Percy, décédé en 1272 et Eleanor de Warenne,
        - Henry de Percy (1er baron Percy) et Eleanor Fitzalan
          - Henry de Percy (2e baron Percy) et Idonia Clifford
            - Henry de Percy (3e baron Percy) et Marie Plantagenêt
              - Henry Percy (1er comte de Northumberland), (1341 - 1408) maréchal d'Angleterre et Margaret Nevill,
                - Henry, (1364 - 1403) et Elizabeth Mortimer
                  - Henry Percy (2e comte de Northumberland), (1393 - 1455) et Eleanor Nevill
                    - Henry Percy (3e comte de Northumberland), et Eleanor Poynings
                      - Henry Percy (4e comte de Northumberland) et Maud Herbert,
                        - Henry Percy (5e comte de Northumberland) et Catherine Spencer,
                        - Henry Percy (6e comte de Northumberland) et Mary Talbot,
                        - Thomas, né en 1504, exécuté le 2 juin 1537 (à l’âge de 33 ans). [Note 9] et Eléonore Harbottle, née en 1504, décédée en 1567 (à l’âge de 63 ans) dont
                          - Thomas, Earl of Northumberland (7e) et Anne Somerset,
                          - Henry Percy (8e comte de Northumberland) et Catherine Nevill,
                            - Henry Percy (9e comte de Northumberland) et Dorothy Devereux
                              - Algernon Percy (10e comte de Northumberland) et  Anne Ceci
                                - Josceline Percy (11e comte de Northumberland) et Elizabeth Wriothesley,
                                  - Elizabeth Seymour, Duchesse de Somerset (en) et Henry Cavendish, Earl of Ogle